# Saint-Domineuc
Saint-Domineuc is een gemeente in het Franse departement Ille-et-Vilaine (regio Bretagne). De plaats maakt deel uit van het arrondissement Saint-Malo. Saint-Domineuc telde op 1 januari 2022 2.587 inwoners.

## Geografie
De oppervlakte van Saint-Domineuc bedroeg op 1 januari 2022 15,7 vierkante kilometer; de bevolkingsdichtheid was toen 164,8 inwoners per km².

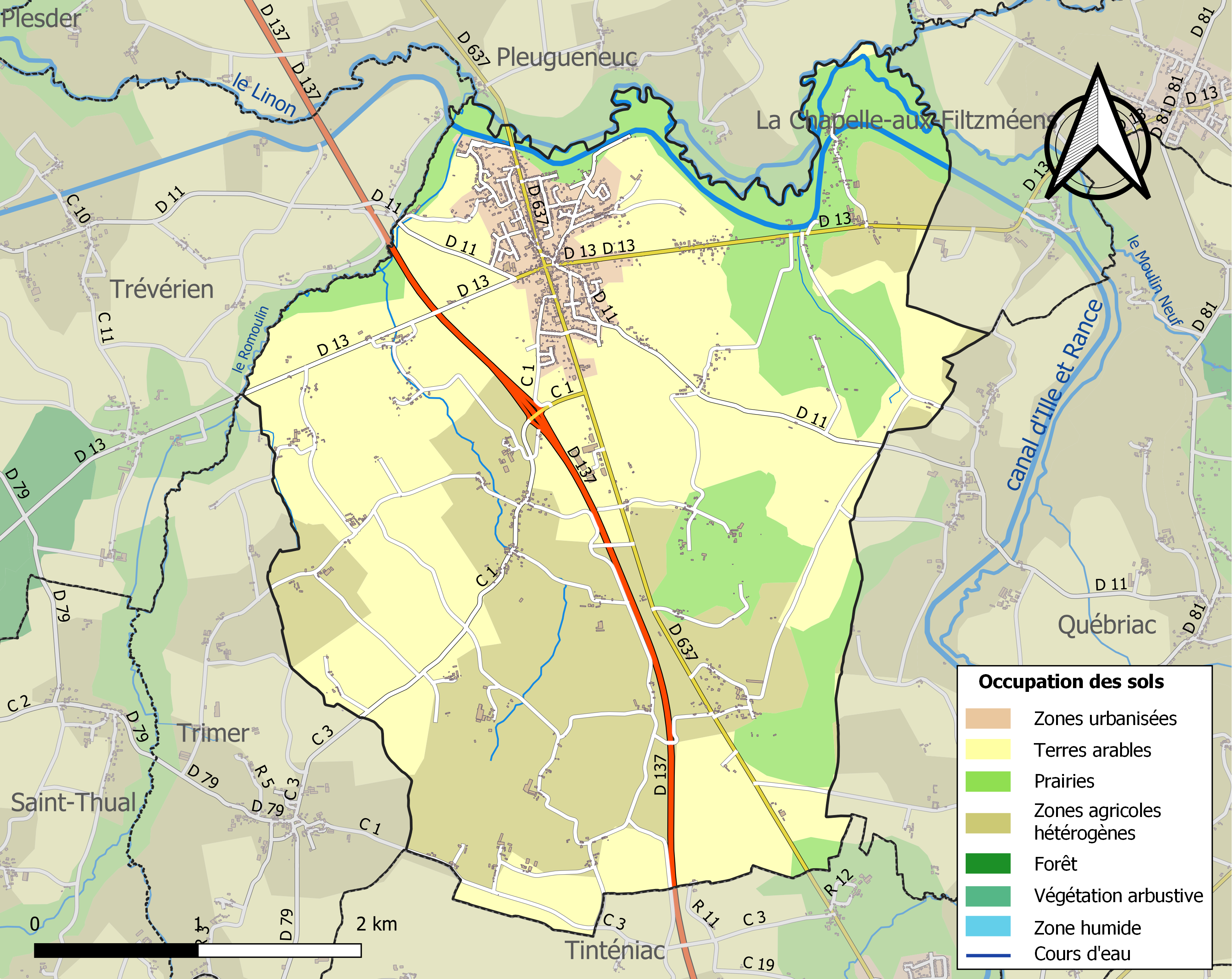
Kaart van de gemeente met belangrijkste infrastructuur, bodemgebruik en omliggende gemeenten

## Demografie
Onderstaande figuur toont het verloop van het inwonertal (bron: INSEE-tellingen).